# Rezervat oblačnega gozda Monteverde
Rezervat oblačnega gozda Monteverde (špansko Reserva Biológica Bosque Nuboso Monteverde) je kostariški rezervat vzdolž Cordillera de Tilarán v provincah Puntarenas in Alajuela. Rezervat, poimenovan po bližnjem mestu Monteverde in ustanovljen leta 1972, obsega več kot 10.500 hektarjev oblačnega gozda. Letno ga obišče približno 70.000 obiskovalcev. Rezervat sestavlja 6 ekoloških območij, od katerih je 90 % pragozdov. Visoka biotska raznovrstnost, ki jo sestavlja več kot 2500 vrst rastlin (vključno z največ vrstami orhidej na enem mestu), 100 vrst sesalcev, 400 vrst ptic, 120 vrst plazilcev in dvoživk ter na tisoče žuželk, je pritegnila tako znanstvenike kot turiste.

## Zgodovina

### 1950-ta: Prihod kmetov na tem območju
Leta 1951 se je več deset kvekerjev (iz 11 družin) iz Alabame, ki so želeli živeti kot kmetje, preselilo v Kostariko in kupilo zemljo. To je bilo predvsem zato, da bi se izognili vpoklicu v korejsko vojno, obveznosti, ki je bila v nasprotju s kvekersko pacifistično ideologijo. Izbrali so Kostariko, ker je le tri leta prej ukinila svojo vojsko. Kvekerji so bili tisti, ki so kraj poimenovali Monteverde ('Zelena gora'), zaradi celoletnih zelenih rastlin.

### 1960-ta: Pozornost biologov
Biologi so Monteverde začeli opazovati v 1960-ih. Kljub pomanjkanju infrastrukture in zatočišča za izvajanje znanstvenih raziskav, ti prvotni biologi ne le nenehno dokumentirajo Monteverde, ampak še vedno živijo v njem.
Leta 1968 je Joseph Tosi, ki je delal za Tropical Science Center, fundacijo za ohranjanje tropskega okolja, spremljal Leslie Holdridge na potovanju v Monteverde. Obisk je bil del študije severne regije Kostarike, ki jo je zahteval vladni Nacionalni urad za načrtovanje. Tam sta srečala Huberta Mendenhalla, takratnega vodjo kvekerske skupnosti, ki ju je peljal na ogled primarnih gozdov, ki so obkrožali skupnost.
Ob koncu svojega obiska sta Holdridge in Tosi skupnosti kvekerjev priporočila, naj se avtohtoni gozdovi čim bolj ohranijo, da bi zaščitili svoje vodne vire in glede na močne vetrove, ki so pihali po območju, naj gozdove uporabijo kot zaščito za svoja polja in domove.

### 1970-ta: Naraščajo prizadevanja za ohranjanje
Leta 1972 je mladi podiplomski študent George Powell obiskal Tropical Science Center (TSC) v San Joséju. Živel je v Monteverdeju, medtem ko je opravljal doktorsko raziskavo o pticah tega območja in ugotovil, da so živalstvo in habitati idealni za raziskovalne namene.
Presenečen nad izjemnim biološkim bogastvom oblačnih gozdov, vključno z življenjskim prostorom endemične zlate krastače in zaskrbljen zaradi uničenja, ki so ga povzročili lovci in skvoterji, je Powell prejel obljubo družbe Guacimal Land Company, da bo podarila 328 hektarjev zemljišča, če bi lahko ustanovil ali našel civilno združenje, ki bi ga sponzoriralo pri prevzemu nepremičnine. George je uporabil svoja osebna sredstva za odkup več skvoterjev v upanju, da bo v regiji ustanovil majhen biološki rezervat.
Takrat je bilo v Kostariki malo narodnih parkov in TSC je imel program za ustvarjanje zasebnih rezervatov za raziskave in biološko izobraževanje, kjer bi vsak rezervat predstavljal drugo ekološko območje države. Takoj se je TSC začel zanimati za Powellovo ponudbo in začel postopek, ki je aprila 1973 vodil do pridobitve 328 hektarjev. Stroški kmetije so bili simbolični 1 kolon (manj kot 1 USD).
Skupaj s Powellom sta kostariška biologinja Adelaida Chaverri in specialist za divje živali Christopher Vaughn spodbujala ustanovitev tega zasebnega rezervata, ki je bil takrat premalo priljubljena ideja. Pravzaprav je Adelaida Chaverri skupaj z Josephom Tosijem in drugimi člani TSC postala eden od sponzorjev tega, kar je danes Rezervat oblačnega gozda Monteverde. Zagotovili so kontinuiteto zanimanja, ki ga je izrazil George Powell, ko je pridobil donacijo prvega kosa zemlje za rezervat.
Leta 1975 je nastajajoči rezervat obiskalo 431 obiskovalcev, med njimi največ znanstvenikov in opazovalcev ptic. Dve leti pozneje še vedno ni bilo na voljo prenočišča za obiskovalce skupnosti, toda Woodova, lokalna kvekerka, je v lastnem domu ustanovila majhno prenočišče, kjer so občasni obiskovalci ostali čez noč.

### 1980-ta: Prvi dnevi turizma
Število tujih obiskovalcev se je povečalo z 2700 leta 1980 na več kot 40.000 leta 1991. Rezervat se je v teh letih povečal, vendar je njegova najbolj znana endemična vrsta, zlata krastača, ter 40 % populacije dvoživk v Monteverdeju izumrlo, zaradi smrtonosne glivične pandemije hitridiomikoze.

### 1990–danes
Trenutno rezervat vsako leto obišče več kot 70.000 ljudi, ki si želijo spoznati biotsko raznovrstnost, ki jo najdemo v njem.

## Biologija

### Rastlinstvo
Epifiti, ki predstavljajo 29 % rastlin z 878 vrstami, so najbogatejša oblika življenja med vrstami v Monteverdeju. Regija Monteverde je znana tudi kot območje z največjim številom orhidej na svetu. Skupno število znanih vrst presega 500, od tega je bilo 34 vrst, odkritih v rezervatu, v času odkritja novih za znanost.

### Živalstvo
Omembe vredna je herpetofavna tega območja s 161 vrstami dvoživk in plazilcev. Monteverde je po vsem svetu znan kot življenjski prostor zlate krastače (Incilius periglenes), vrste, ki je izginila leta 1989.
91 (21 %) vrst ptic Monteverdeja je ptic selivk na dolge razdalje, ki se razmnožujejo v Severni Ameriki in gredo skozi Monteverde med selitvijo ali prezimijo na tem območju. Tri od teh vrst, lastovičji zmaj (Elanoides forficatus), gusarska muharica (Legatus leucophaius) in rumeno-zeleni vireo (Vireo flavoviridis), se razmnožujejo v Monteverdeju in selijo v Južno Ameriko v svoji nereproduktivni fazi.
Sijajni kvecal (Pharomachrus mocinno) se sezonsko preseli z gnezdišč na visokih nadmorskih višinah v nižje lege na obeh straneh celinskega razvodja. Začetek selitve trivratnega zvončka (Procnias tricarunculata) je podoben kot pri kvecalu, z razmnoževanjem blizu celinskega razvodja, od marca do junija, čemur sledi postreproduktivno premikanje navzdol po pacifiškem pobočju avgusta in septembra.
Večina vrst ptic v Monteverdeju je predvsem žužkojedih, glede na to, da rastline v regiji ponujajo široko paleto sadja. Epifiti so pomemben vir tako za sadjejede kot za žužkojede živali v Monteverdeju. V svetovnem merilu so oblačni gozdovi Monteverdeja dom desetim vrstam ptic, ki jih organizacija BirdLife International šteje za ogrožene zaradi njihovega zelo omejenega habitata po vsem svetu.
Sesalci so predstavniki Severne in Južne Amerike kot endemične vrste. Sesalcev v regiji je šest vrst vrečarjev, tri pižmovke, vsaj 58 netopirjev, tri primati, sedem brezzobcev, dva zajca, svizec, tri vrste veveric, ena vrsta bodičaste miši, vsaj 15 vrst dolgorepih podgan in miši (družina Muridae); ena vrsta ježevca, ena vrsta agutija, ena paca, dva psa, pet kun, štirje rakuni, šest mačk, dve vrsti divjih prašičev, dve vrsti jelenov in en tapir.

## Infrastruktura
Trenutno ima rezervat avtobusni prevoz, ki vozi petkrat na dan iz Monteverda in Santa Elene; ima tudi kočo, ki sprejme do 47 obiskovalcev, majhno restavracijo, trgovino s spominki in informacijski center Monteverde Nature Center, serpentarij, ribnik z žabami, džunglo netopirjev in vrtove metuljev. Skozi rezervat so urejene poti, viseči mostovi in zipline. Včasih so organizirani izleti s konji.